# Megalopsalis hoggi
Megalopsalis hoggi is een hooiwagen uit de familie Monoscutidae.